# Tama et ses amis
Tama et ses amis (3丁目のタマ うちのタマ知りませんか?, Sanchome no Tama: Uchi no Tama Shirimasenka?, traduction littérale : « Tama de la troisième rue: Avez-vous vu mon Tama ?) est un dessin animé pour les jeunes enfants et les adolescentes, animé par Group TAC et produit par Sony Music Entertainment Japan. Bien que le dessin animé ai fait son apparition en 1993, le personnage de Tama était déjà une marque populaire au Japon, à l'instar de Hello Kitty, depuis 1983.
La version originale contient 35 épisodes de 23 minutes ainsi qu'un OAV (３丁目のタマ　おねがい！モモちゃんを捜して！！ (San-chōme no Tama: Onegai! Momo-chan o Sagashite!!, « Tama de la troisième rue: S'il vous plait ! Partez à la recherche de Momo !! ») et une série dérivée (タマ&フレンズ 探せ!魔法のプニプニストーン, Tama & Friends: Sagase! Mahou no Punipuni Stone, « Tama et ses amis : Trouvez-la ! La Pierre Magique Punipuni »).
En France, l'animé est licencié par 4Kids, il se base sur la version américaine et a été remanié, ne comportant ainsi que treize épisodes, dans un ordre différent de l'ordre original. De nombreux épisodes n'ont pas été doublés dans les versions américaines et françaises, et n'ont donc jamais été diffusés en France, parce qu'ils traitaient de thèmes sombres (tel que la mort ou la guerre) ou d'événements culturels japonais ne pouvant être compris par les enfants occidentaux. Tama et ses amis a été diffusé en France pour la première fois le 3 mars 2003 sur France 5 dans l'émission Debout les Zouzous.
Depuis le 25 novembre 2020, la version originale intégrale est proposée en vostfr sur Crunchyroll. 
Une nouvelle série, produite par Kachidoki Studio et Sony Creative Products, est diffusée depuis octobre 2016. Cette nouvelle série est réalisée avec le logiciel Adobe Flash et les épisodes ne durent qu'une minute. Un anime, nommé Uchi Tama!?, dans lequel les personnages ont forme humaine a également été annoncé et sorti en janvier 2020, pour les 35 ans de la franchise. En France, il est disponible en Vostfr sur la plateforme Wakanim.

## Synopsis
L'histoire suit les aventures d'un petit groupe d'amis composé de chatons et de chiots dont Tama en est en quelque sorte le « chef ».
Chaque épisode raconte une ou deux nouvelles aventures, selon les épisodes. Les épisodes ne se suivent donc pas vraiment et pourraient être visionnés dans le désordre sans que cela n'empêche la compréhension du dessin animé.
La version originale comprend deux saisons, mais celles-ci sont très différentes : dans la saison 1, les animaux sont « muets » : ils ne font que miauler et aboyer et ont un comportement proche de celui des vrais animaux ; tandis que dans la saison 2, ils parlent entre eux et réfléchissent comme des êtres humains (tout en gardant néanmoins un comportement naïf et enfantin). Un autre différence entre les deux saisons est que le visage des humains n'est jamais montré dans la saison 1, on ne voit que leurs jambes, ce qui n'est pas le cas de la saison 2. On peut donc dire que la saison 1 nous montre le monde du point de vue des animaux alors que la saison 2 nous raconte simplement les aventures d'un petit groupe d'amis.

## Liste des épisodes
Chaque épisode (23 minutes) de Tama et ses amis est composé de 2 aventures d'une dizaine de minutes (ou d'une seule aventure divisée en deux parties pour certains). C'est pourquoi chaque épisode contient deux titres : la première et la deuxième partie, qui peuvent être considérées comme deux épisodes bien distincts.

### Version originale japonaise

#### Saison 1
1. クリスマス・イブのなぞ 前編 / クリスマス・イブのなぞ 後編 (Kurisumasu ibu no nazo zenpen / Kurisumasu ibu no nazo kōhen?)
2. あけましておめでとう / たけしの初夢 (Akemashite omedetō / Takeshi no hatsuyume?)
3. (ぼくの大切なもの / 不思議なともだち?) (Boku no taisetsunamono / Fushigina tomodachi
4. うちのタマ知りませんか? 前編 / うちのタマ知りませんか? 後編 (Uchi no Tama shirimasenka? Zenpen / Uchi no Tama shirimasenka? Kōhen?)
5. タマが生まれた時の話 / タマとポチの大冒険 (Tama ga umareta toki no hanashi / Tama to Pochi no dai bōken?)
6. おまつりの夜 / 3丁目大運動会? (O matsuri no yoru / 3-chōme-dai undōkai??)
7. タマのはつこい / ポチどうしたの? (Tama no hatsu koi / Pochi-dōshita no??)
8. だいじょーぶ!?タマ / タマ、ふうせんをつかまえて (Daijiyobu!? Tama / Tama, fūsen o tsukamaete?)
9. タマのこわ～いお話 / タマにはナイショだよ (Tama no kowa ~ i ohanashi / Tama ni wa naishodayo?)

#### Saison 2
1. タマ&フレンズ / タマは新入生 (Tama & friends / Tama wa shin'nyūsei?)
2. リビリビ知りませんか? / ぼくのお気にいり (Ribiribi shirimasen ka? / Boku no okinīri?)
3. 王者ポチの伝説 / 奪え!池の中の宝 (Ōja Pochi no densetsu / Ubae! Ike no naka no takara?)
4. モモの鈴を追いかけて / 雲をつかめ!トラ (Momo no suzu o oikakete / Kumo o tsukame! Tora?)
5. 決戦は5月 / ブルが泣いた日 (Kessen wa 5 tsuki / Buru ga naita hi?)
6. 松のゆのなぞ / 売られたヒーロー (Matsu no yu no nazo / Ura reta hīrō?)
7. コマの七つの名前 / ビデオカメラで追いかけて (Koma no nanatsu no namae / Bideokamera de oikakete?)
8. 3丁目ラビリンス / ふたりのノラ (3-Chōme rabirinsu / Futari no Nora?)
9. デパートで今晩は / 真夜中のクロ (Depāto de konban wa / Mayonaka no Kuro?)
10. ベーがいっぱい / 天才ポチの伝説 (Bē ga ippai / Tensai Pochi no densetsu?)
11. 友達になろうぜ / しっぽがみる夢 (Tomodachi ni narou ze / Shippo ga miru yume?)
12. 勇気をだして / ようこそ!たけしくん (Yūki o dashite / Yōkoso! Takeshi-kun?)
13. 猫ノ巣城<前編> / 猫ノ巣城<後編> (Neko no su-jō < zenpen > / Neko no su-jō < kōhen >?)
14. わらってよチューリップ / ぼくたちの星くず (Wara tte yo chūrippu / Boku-tachi no hoshikuzu?)
15. しっぽでゴール!! / ボクらは仲間だ!タマ音頭 (Shippo de gōru!! / Boku-ra wa nakamada! Tama ondo?)
16. ペンギンだぁーっ!? / スケボーであそぼー (Pengindaa tsu!? / Sukebō de asobo ̄'?)
17. ゴンのお使い / まつりばやし (Gon no otsukai / Matsuri-bayashi?)
18. パラダイス・オブ・カニカン<前編> / パラダイス・オブ・カニカン<後編> (Paradaisu Obu kanikan < zenpen > / Paradaisu Obu kanikan < kōhen >?)
19. 3丁目最後の日 / 汚れた顔のエンジェル (3-Chōme saigo no hi / Kegareta-gao no Enjeru?)
20. さまよえる首輪 / デビル・ポチの伝説 (Samayoeru kubiwa / Debiru Pochi no densetsu?)
21. わんぱく絵の具戦争 / 笛のささやき (Wan paku enogu sensō / Fue no sasayaki?)
22. サヨナラ タマ・ロボット / サヨナラ タマ・ロボット2 (Sayonara Tama robotto / Sayonara Tama robotto 2?)
23. 黒い稲妻 / 遠足を追いかけて (Kuroi inazuma / Ensoku o oikakete?)
24. 浪花節だよ!ブル人生 / イカスぜ!ブル仮面 (Naniwabushida yo! Buru jinsei?, Ikasu ze! Buru kamen)
25. はっきりしてよ!タマ / ボクたちは天使じゃない (Hakkiri shite yo! Tama / Bokutachiha tenshi janai?)
26. キャプテン キャット★タマ (Kyaputen kyatto ★ Tama?)

#### Anime 2016
1. うちのタマ知りませんか？
2. Nom inconnu
3. Nom inconnu
4. ふたりでお昼寝
5. コマの好きな場所
6. トラは元気です
7. ゴンのすべらない話
8. タマはどこへ行った？
9. クロは名探偵
10. ベーの秘密
11. 媚びない男ノラ

### Version française
1. Amour de chat / Un cadeau pour Momo
2. Tama agent secret / Le jouet volant
3. But / La cloche de Momo
4. Craintif le héros du jour / Le bassin scintillant
5. Un chat sur les murs / Casey et ses amis
6. Le jour où Molosse pleura / Tama et Momo à la télévision
7. La cousine Jenny / Le nouvel ami de Tama
8. À la recherche d'une étoile / Un chat dans les nuages
9. Les poissons volants / L'ami de Babou
10. On est bien chez soi / Le vagabond
11. Quelqu'un de nouveau en ville / La leçon de planche à roulettes
12. Le chant des grenouilles / La carte aux trésors
13. Nuit blanche au centre commercial / Le chien de garde

## Personnages

### Les animaux
- Tama (タマ) : Personnage principal de la série. C'est un chat blanc avec les oreilles jaunes et la queue noire, il a une grosse tache noire sur la tête, juste en dessous de son oreille gauche. Il est très curieux et est toujours prêt à vivre de nouvelles aventures. Il est secrètement amoureux de Momo. Il appartient à Casey.
- Momo (モモ) : Momo est une chatte blanche à poils longs, elle porte une clochette autour du coup. Elle est la dernière à avoir rejoint le groupe et est toujours très gentille avec ses camardes. Elle appartient à Amy.
- Pochi (ポチ) / Craintif : Craintif est un petit chien blanc qui, comme son nom l'indique, est toujours très facilement effrayé. Contrairement à ses camarades, il ne s'amuse pas de leurs aventures et préférerais avoir des occupations plus calme et moins "dangereuses". Il appartient à Tofu no Yamada (とうふの山田 Tōfu no Yamada)
- Tora (トラ) / Tigre : Tigre est un chat tigré toujours très énergique, il est le fauteur de troubles de la bande. Il appartient à Yuzuko Oketani (桶谷ゆず子 Oketani Yuzuko).
- Beh (ベー Bē) / Chopin : Chopin est un chat noir (avec les pattes et le museau blanc) qui connait tous les coins et recoins de la ville. Son nom anglais (et également français) vient du compositeur et pianiste polonais Frédéric Chopin. Il appartient à Banta Kawahara (河原ばん太 Kawahara Banta).
- Kuro (クロ) / Rocket : Rocket est un chien noir hyperactif qui appartient à Yasushi Mikawa (三河やすし Mikawa Yasushi).
- Gon (ゴン) / Babou : Babou est un chien de couleur marron clair et d'un caractère plutôt tranquille. Il appartient à Zenji Noda (野田ぜんじ Noda Zenji).
- Koma (コマ) / Pimmy : Pimmy est une petite chatte noire et blanche avec les oreilles roses. Elle est la plus jeune du groupe, les autres la considère comme leur petite sœur. Elle appartient à la propriétaire du onsen de la troisième rue, une femme qui sait se montrer sévère lorsque Pimmy fait des bêtises.
- Nora (ノラ) / Croquis : Croquis est un chat noir et blanc. Il appartenait autrefois à une femme aujourd'hui décédée (néanmoins, l'épisode où on l'apprend n'est pas présent dans la version française car celui-ci montrait le corps sans vie de la femme), désormais, il vit dans la rue.
- Buru (ブル) / Molosse : Molosse est un bulldog qui prend un malin plaisir à embêter Tama et les autres. Malgré tout, il peut se montrer gentil de temps en temps, notamment avec Momo dont il est amoureux. Il appartient à Kaneko Kuramochi (倉持カネ子 Kuramochi Kaneko).

### Les humains
- Takeshi Okamoto (岡本タケシ Okamoto Takeshi) / Casey - Le propriétaire de Tama. Il aime faire du vélo et regarder les étoiles.
- Kimie Okamoto (岡本キミエ Okamoto Kimie) : La mère de Casey, son nom n'est pas donné dans la version française.
- Emi Hanasaki (花咲エミ Hanasaki Emi) / Amy - Amy est la meilleure amie de Casey, et la propriétaire de Momo.
- Kasumi Hanasaki (花咲カスミ Hanasaki Kasumi) : La mère d'Amy, tout comme la mère de Casey, son nom n'est jamais donné dans la version française.

## Génériques du dessin animé

### Version originale japonaise
- Opening 1 : Ai wa Genkidesu (愛は元気です), chanté par Yumi Tanimura (谷村有美)
- Opening 2 : Genki dashite yo (元気だしてよ), chanté par Yumi Tanimura (谷村有美)
- Ending 1 : Bokura wa nakamada Tama ondo (ボクらは仲間だタマ音頭」), chanté par Hiroko Kasahara
- Ending 2 : Mitsu ami hippatte (みつあみ引っ張って), chanté par Yuko Kumai
- Anime 2018 theme song : Friends (ふれんず), chanté par La PomPon

### Version française
Le générique de la version française de Tama et ses amis est chantée par Jean-Marc Anthony Kabeya.

## Doublage

### Version originale japonaise

#### Anime 1993
- Tama : Hiroko Kasahara
- Momo : Hekiru Shiina
- Pochi : Masako Watanabe
- Tora : Chika Sakamoto
- Beh : Sakiko Uran
- Kuro : Tetsuya Iwanaga (Mioko Kohie dans l'OAV)
- Koma : Kae Araki
- Nora : Harumi Katsuta
- Takeshi : Shinobu Murakami
- Emi : Yuri Shiratori

#### Anime 2016
- Tama : Ayami Tsukui
- Momo : Yoshino Nanjo
- Pochi : Erika Kaiho
- Tora : Katai Kaoru
- Beh : Karin Isobe
- Kuro : Haruka Uno
- Gon : Haruka Kitagaito
- Koma : Kazusa Aranami
- Nora : Natsumi Sugita
- Buru : Junichirou Kokubun
- Takeshi : Misaki Shiode

Source : Site officiel

### Version française
Proposée par Alexandre Gilbert et Jacques Siatem.
- Tama : Véronique Fyon
- Momo, Croquis : Fabienne Loriaux
- Chopin : Marie Van Ermengem
- Craintif : Carole Baillien

## Jeux vidéo
L'anime a été adapté plusieurs fois en jeu vidéo au Japon :
- Tama & Friends - Sanchome Dai Bouken sur Famicom Disk System en 1989
- Sanchome no Tama: Momo-chan wa Doko! sur Sega Pico en Juillet 1994
- Sanchome no Tama - Tama and Friends - Sanchome Obake Panic!! sur Game Boy en Août 1994
- Tama & Friends Sanchome Kouen Tamalympics sur Game Gear en 1995
- Tama sanpo, une application pour Android en 2012
- Certains personnages de Tama et ses amis apparaissent également dans le jeu Android Chokotto fāmu, sorti en 2013